# Monti (Sardinien)
Monti ist eine italienische Gemeinde auf Sardinien in der Provinz Nord-Est Sardegna mit 2348 Einwohnern (Stand 31. Dezember 2023). Die Gemeinde ist umgeben von Korkeichen und Weingärten, was gleichzeitig die Wirtschaft der Kommune ausmacht.
Die angrenzende Gemeinden sind Alà dei Sardi, Berchidda, Calangianus, Loiri Porto San Paolo, Olbia und Telti.
Der Bahnhof Monti-Telti an der Bahnstrecke Cagliari–Golfo Aranci Marittima, der früher auch Ausgangspunkt der schmalspurigen Bahnstrecke Monti–Tempio Pausania war, liegt nördlich des Ortes.